# Pedicularis ascendens
Pedicularis ascendens är en snyltrotsväxtart som beskrevs av Schleicher och Jean François Aimée Gottlieb Philippe Gaudin. Pedicularis ascendens ingår i släktet spiror, och familjen snyltrotsväxter. Inga underarter finns listade i Catalogue of Life.

## Bildgalleri

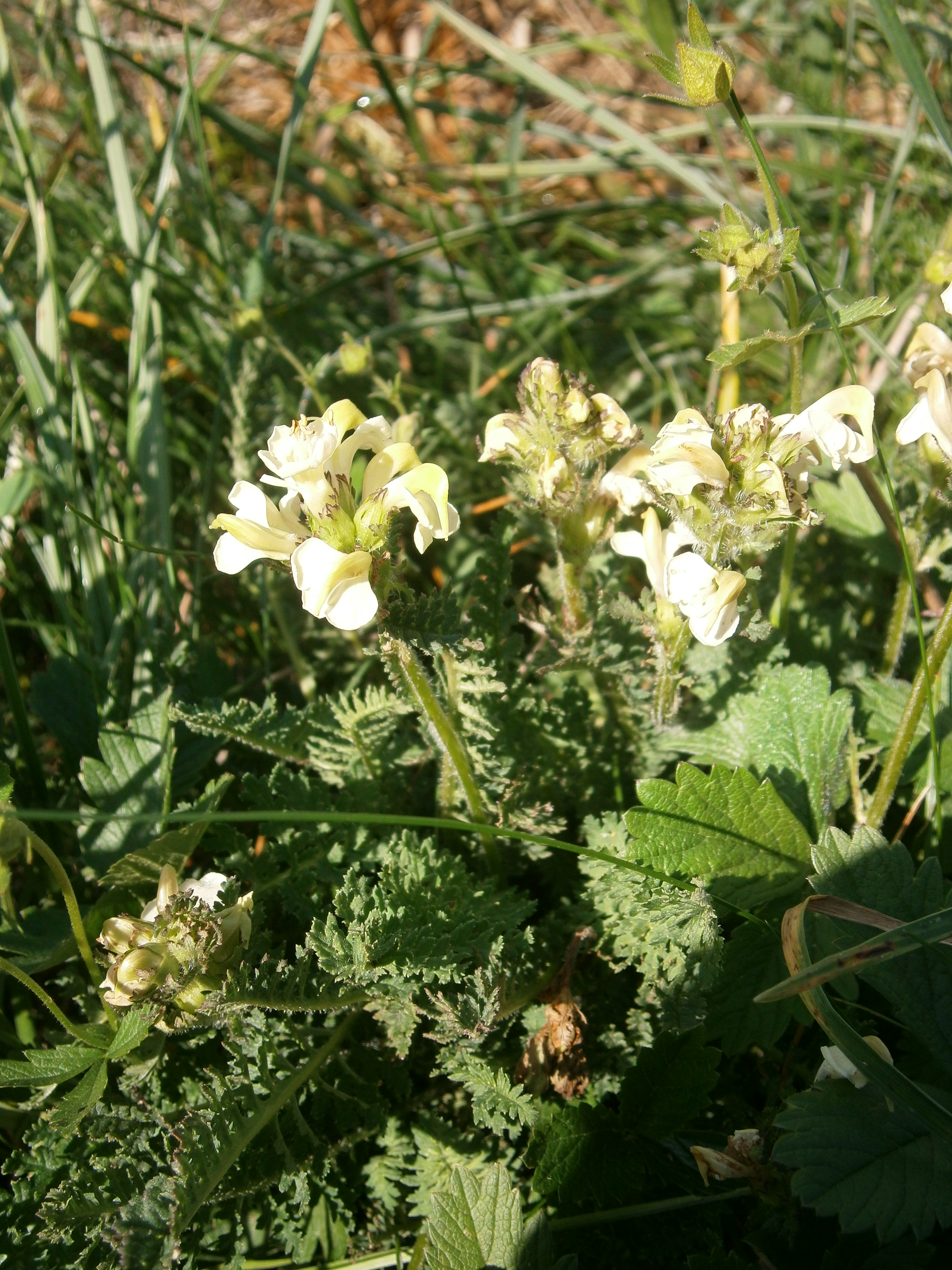
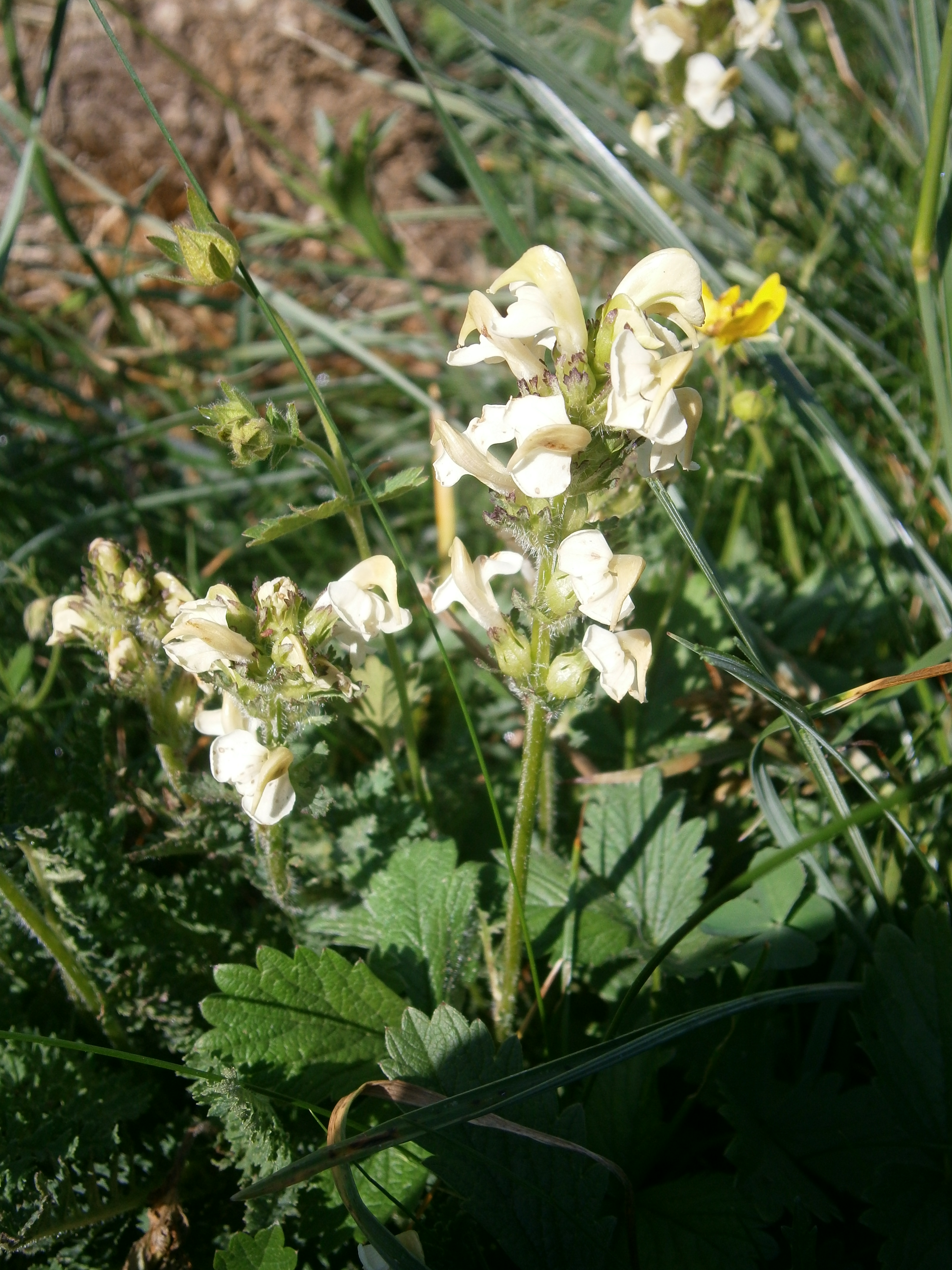
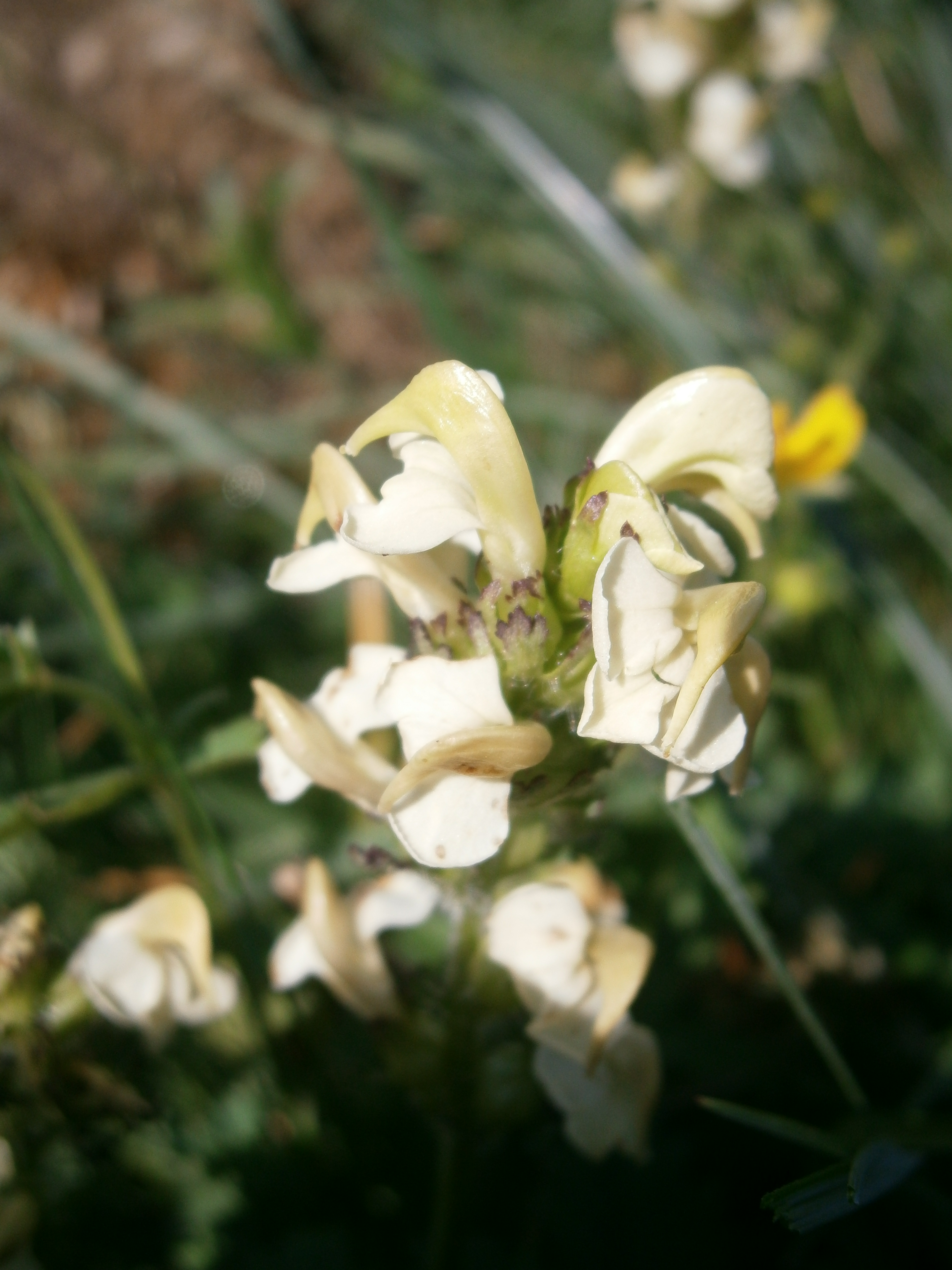
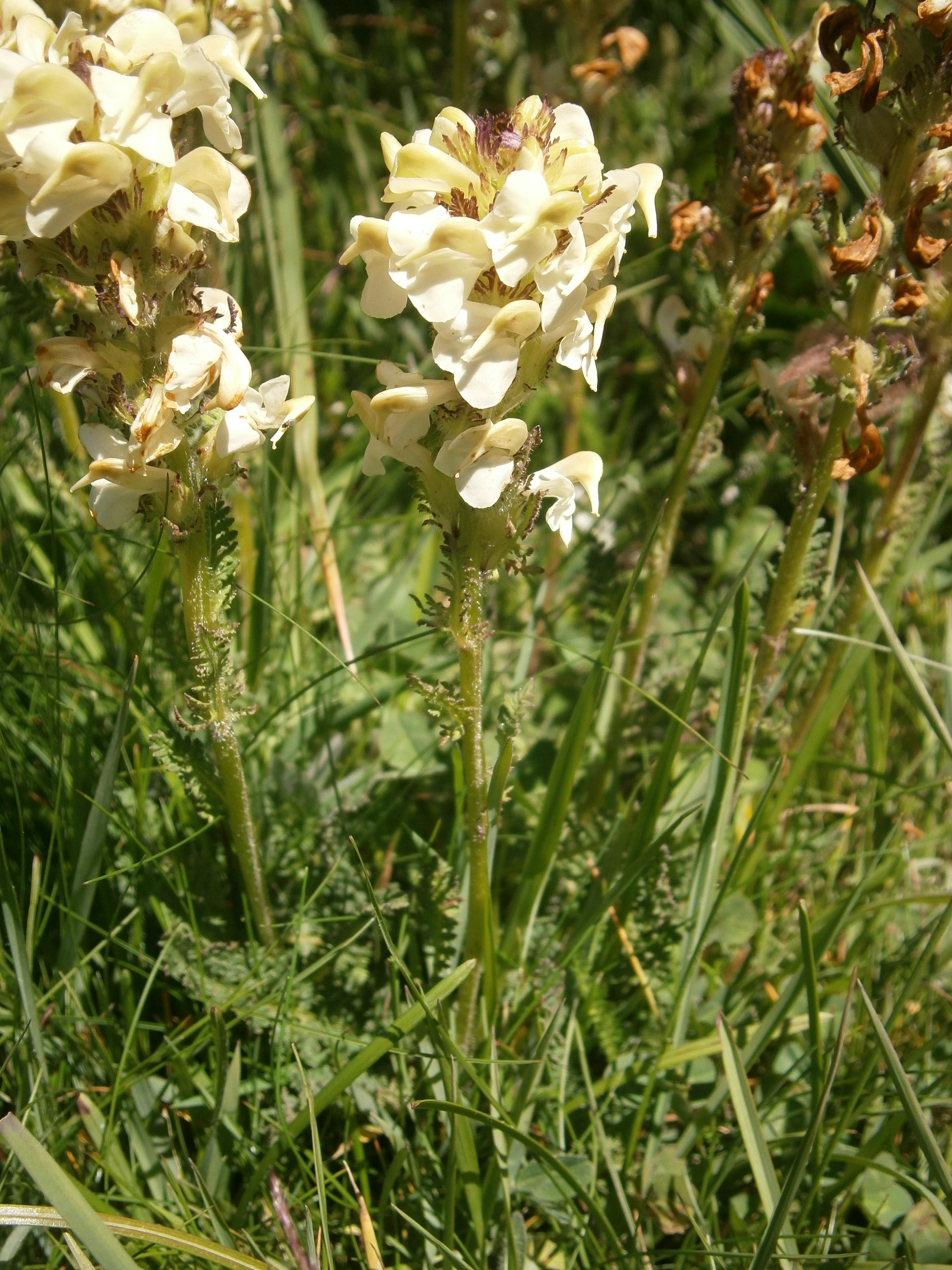
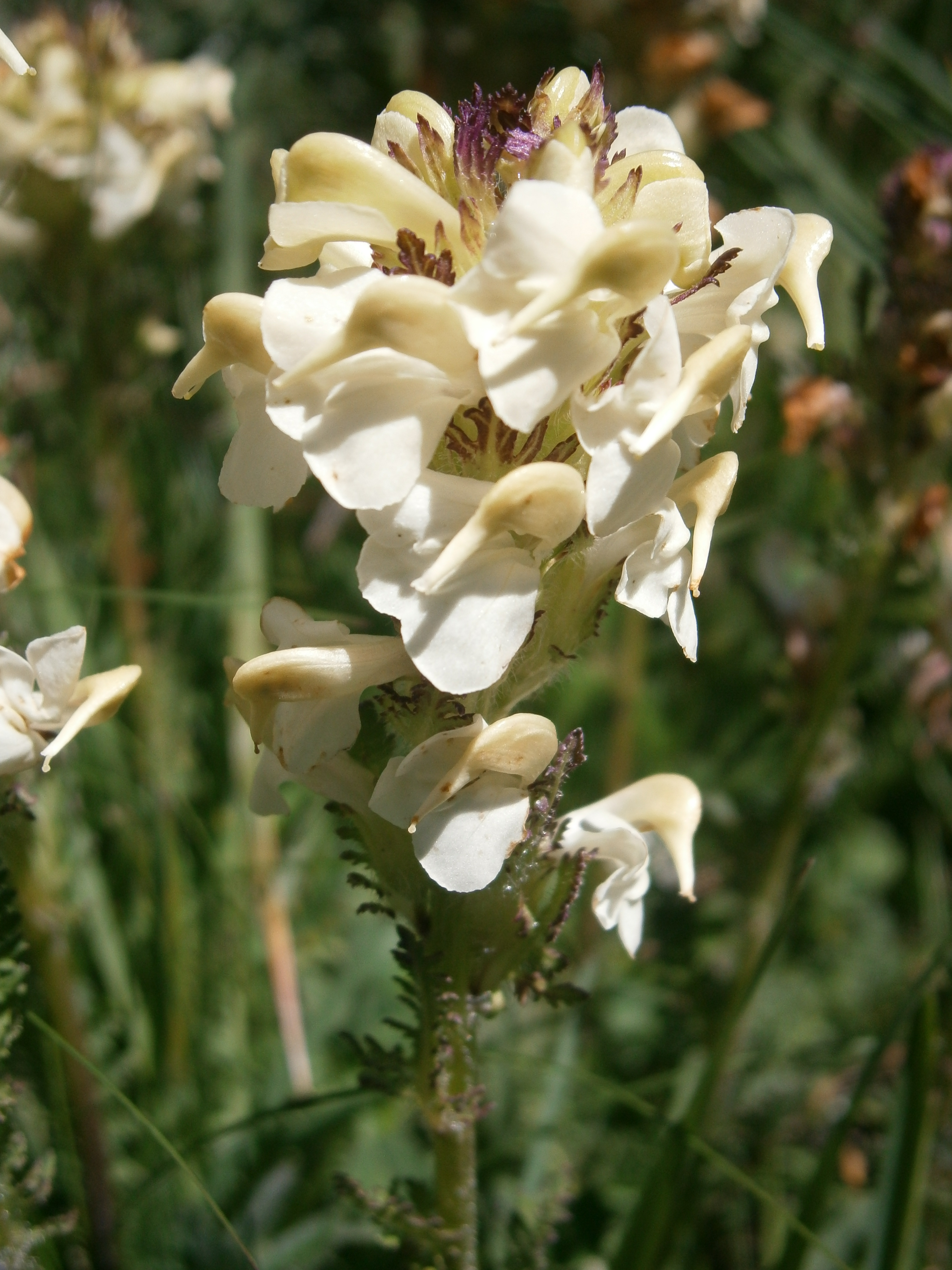
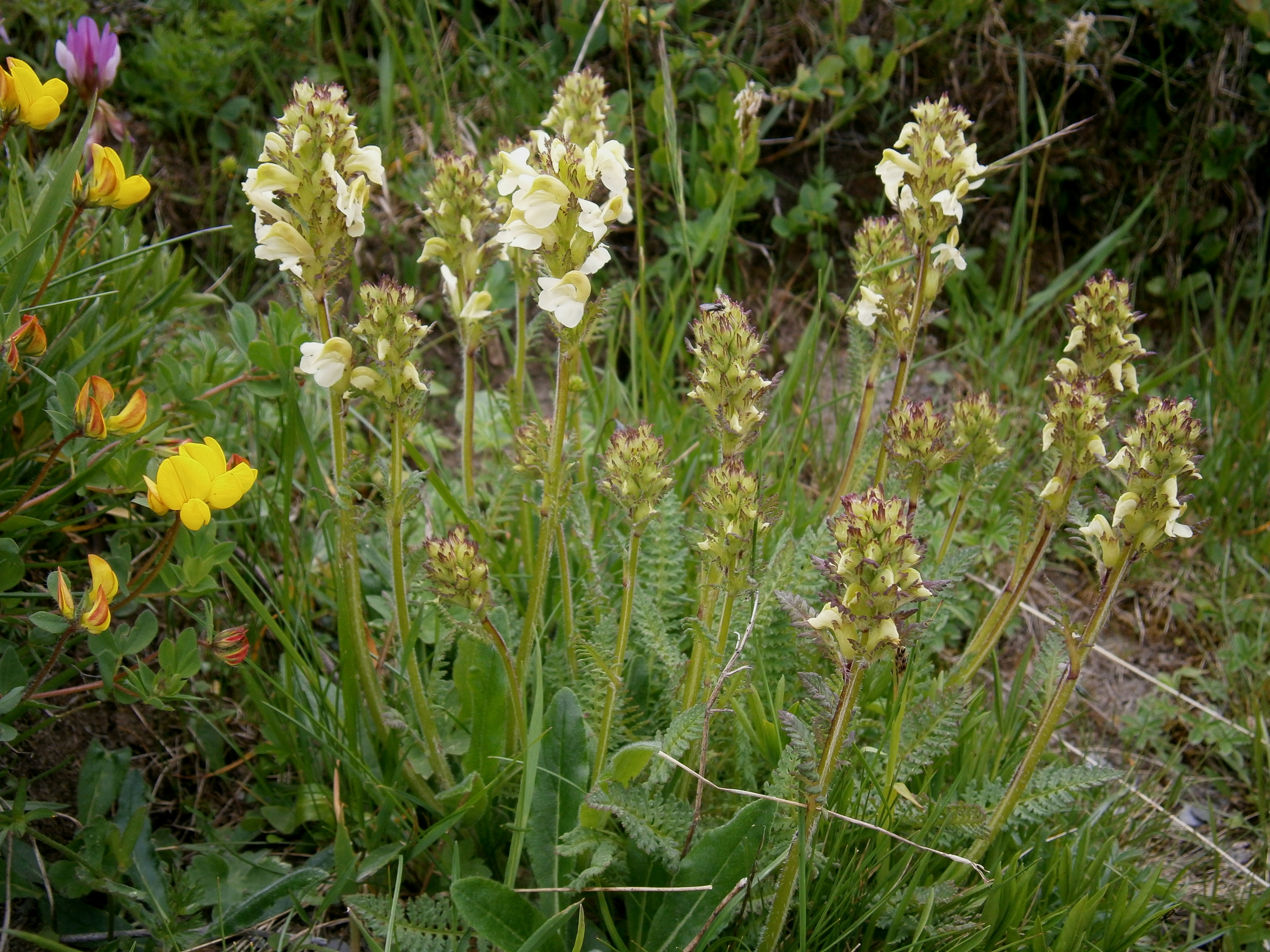